# Saint-Cricq-du-Gave
Saint-Cricq-du-Gave – miejscowość i gmina we Francji, w regionie Nowa Akwitania, w departamencie Landy.
Według danych na rok 1990 gminę zamieszkiwały 304 osoby, a gęstość zaludnienia wynosiła 35 osób/km² (wśród 2290 gmin Akwitanii Saint-Cricq-du-Gave plasuje się na 876. miejscu pod względem liczby ludności, natomiast pod względem powierzchni na miejscu 1156.).